# Hindusthan Cables Town
Hindusthan Cables Town (nota anche come Rupnarainpur) è una suddivisione dell'India, classificata come census town, di 22.152 abitanti, situata nel distretto di Bardhaman, nello stato federato del Bengala Occidentale. In base al numero di abitanti la città rientra nella classe III (da 20.000 a 49.999 persone).

## Geografia fisica
La città è situata a 23° 49' 19 N e 86° 54' 08 E.

## Società

### Evoluzione demografica
Al censimento del 2001 la popolazione di Hindusthan Cables Town assommava a 22.152 persone, delle quali 11.561 maschi e 10.591 femmine. I bambini di età inferiore o uguale ai sei anni assommavano a 2.147, dei quali 1.132 maschi e 1.015 femmine. Infine, coloro che erano in grado di saper almeno leggere e scrivere erano 17.582, dei quali 9.758 maschi e 7.824 femmine.